# ويليام إيفرت تشيبمان
ويليام إيفرت تشيبمان هو سياسي أمريكي، ولد في 27 سبتمبر 1822، وتوفي في 30 سبتمبر 1893. نشط حزبياً في الحزب الجمهوري. وقد انتخب عضو مجلس ولاية ويسكونسن ‏.